# Adolf Seifert
Adolf Seifert (4. března 1826 Veletice – 11. června 1910 Žatec) byl německý lékař, regionální historik a chmelař. Napsal první souhrnné zpracování dějin Žatce a několik monografií o jeho historii. Co do rozsahu nebylo jeho dílo dosud překonáno.

## Život

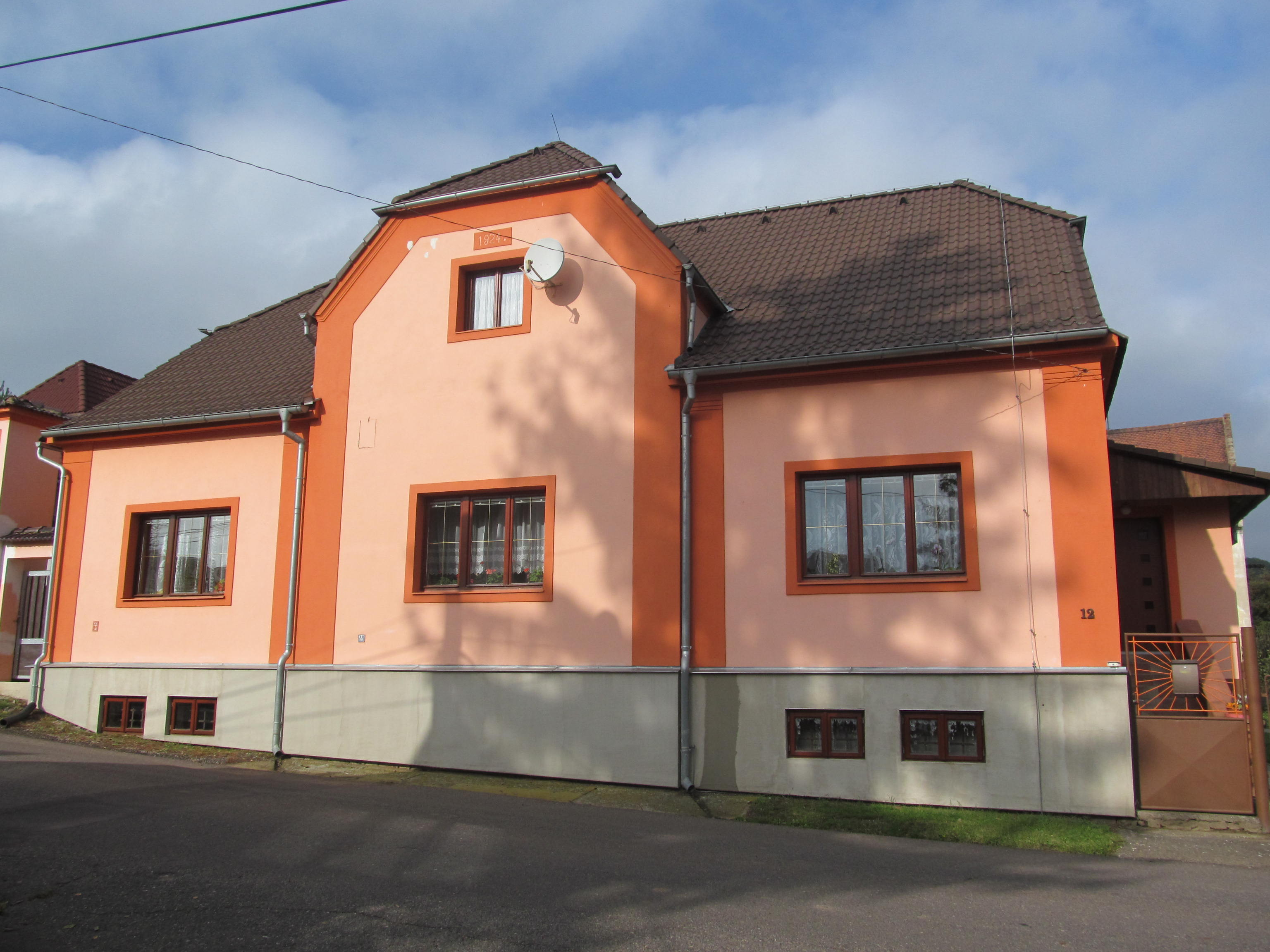
Veletice čp. 12, kde stál rodný dům Adolfa Seiferta

Adolf Seifert se narodil ve Veleticích nedaleko Žatce. Jeho otec Johann byl sedlák. Matka Kateřina, za svobodna Dietzová, pocházela z rodiny pekaře z Liběšic.
V roce 1844 absolvoval tehdy šestileté žatecké gymnázium. Pak odešel do Prahy a dva roky studoval na Filosofické fakultě Univerzity Karlovy. Teprve poté začal na lékařské fakultě studovat medicínu. Revoluční rok 1848 prožil jako student v Praze. Byl jedním ze zakládajících členů kulturního spolku německých studentů s názvem Lese- und Redehalle der deutschen Studenten in Prag (Čítárna a přednášková síň německých studentů v Praze), který byl činný až do začátku 1. světové války. Po promoci v květnu 1852 se Seifert vrátil domů, oženil se a ještě téhož roku si v Žatci v dnešním čp. 595 v Obloukové ulici otevřel lékařskou praxi. Jeho manželka Anna Stiasná pocházela z žatecké zemědělsko-živnostenské rodiny. Manželé měli dva syny: Adolfa, který zemřel ještě jako dítě na zápal mozkových blan, a Theodora (* 1853). Jeho potomci žili v 90. letech v Schöllkrippenu v Bavorsku. Sňatkem získal Seifert menší hospodářství včetně chmelnice, kterému se ve volném čase věnoval. Seifert se jako člen německé liberální strany také angažoval v místní komunální politice.
Seifertovou velkou zálibou bylo chmelařství. Jeho rodné Veletice ležely v centru žatecké chmelařské oblasti. Stal se jedním ze zakládajících členů Chmelařského spolku královského krajského města Žatec a v letech 1878–1889 byl jeho předsedou. Po určitou dobu řídil chmelařský časopis Hopfenhalle, vycházející v Žatci od roku 1852. Angažoval se při vzniku žateckého chmelného trhu, který vznikl v roce 1860, podílel se i na zřízení Známkovny chmele města Žatec v roce 1884. Kromě již zmíněného časopisu Hopfenhalle redigoval Seifert také noviny Hopfenlaube (1880) a Saazer Hopfenberichte (1893–1895).
Seifert má rovněž zásluhu na uspořádání torzovitě dochovaného žateckého městského archivu, který byl v jeho době uložen v nevyhovujících podmínkách na místní radnici. Zařídil pro písemnosti bezpečnější uložení a provedl jejich základní inventarizaci. V letech 1903–1905 vykonával oficiální funkci provizorního archiváře.
Podle matričního zápisu zemřel v červnu 1910 v čp. 349 v dnešní Masarykově ulici (tehdy hotel Nachtigal) na sešlost věkem. Seifertova mezerovitá písemná pozůstalost je uložena ve Státním okresním archivu Louny.

## Dílo

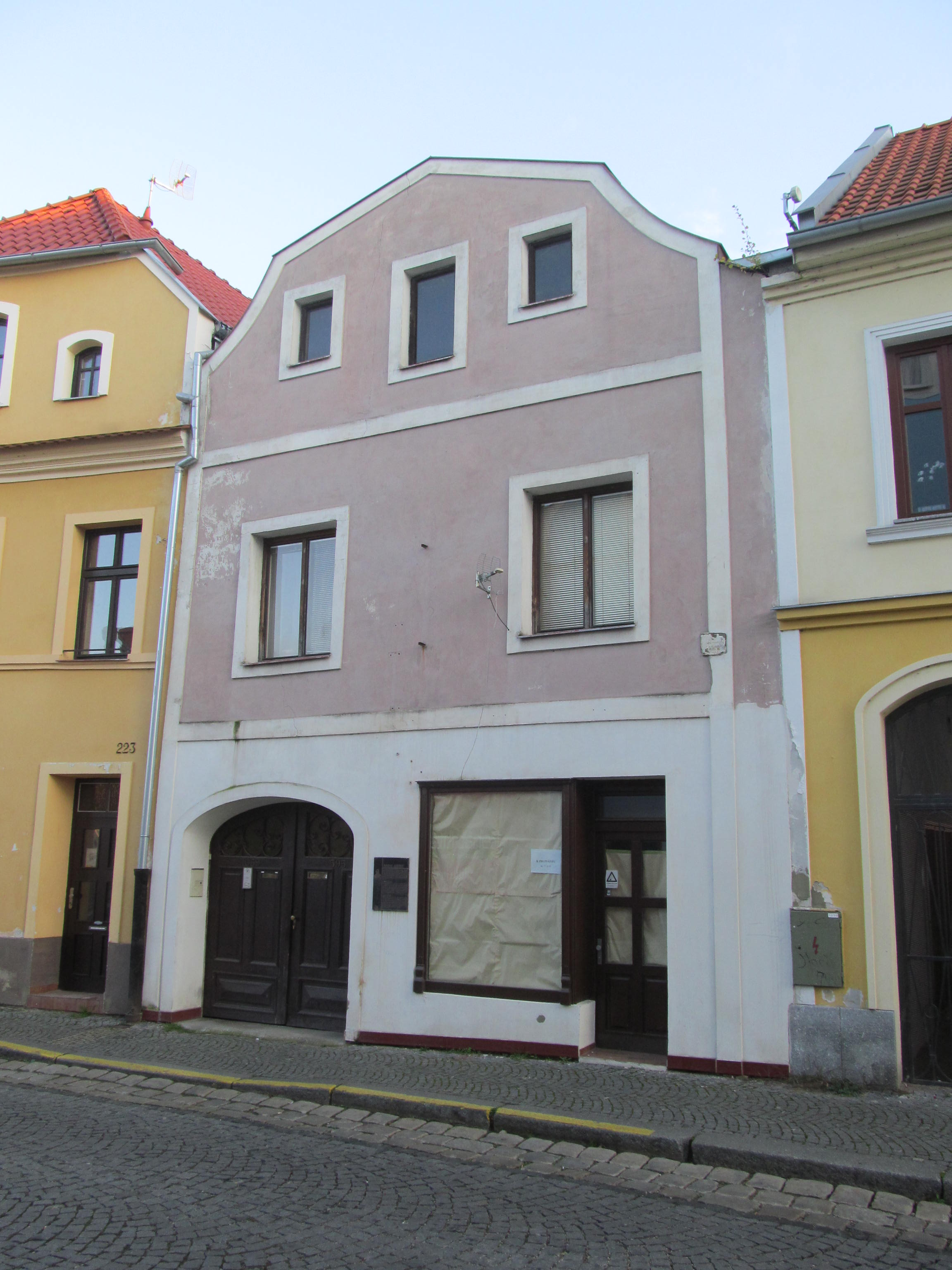
Dům čp. 585 v Obloukové ulici, kde Seifert bydlel a měl ordinaci

Až do roku 1894, tedy do Seifertových 68 let, nic nenasvědčovalo tomu, že v tomto praktickém lékaři dřímá budoucí nejplodnější žatecký historik.

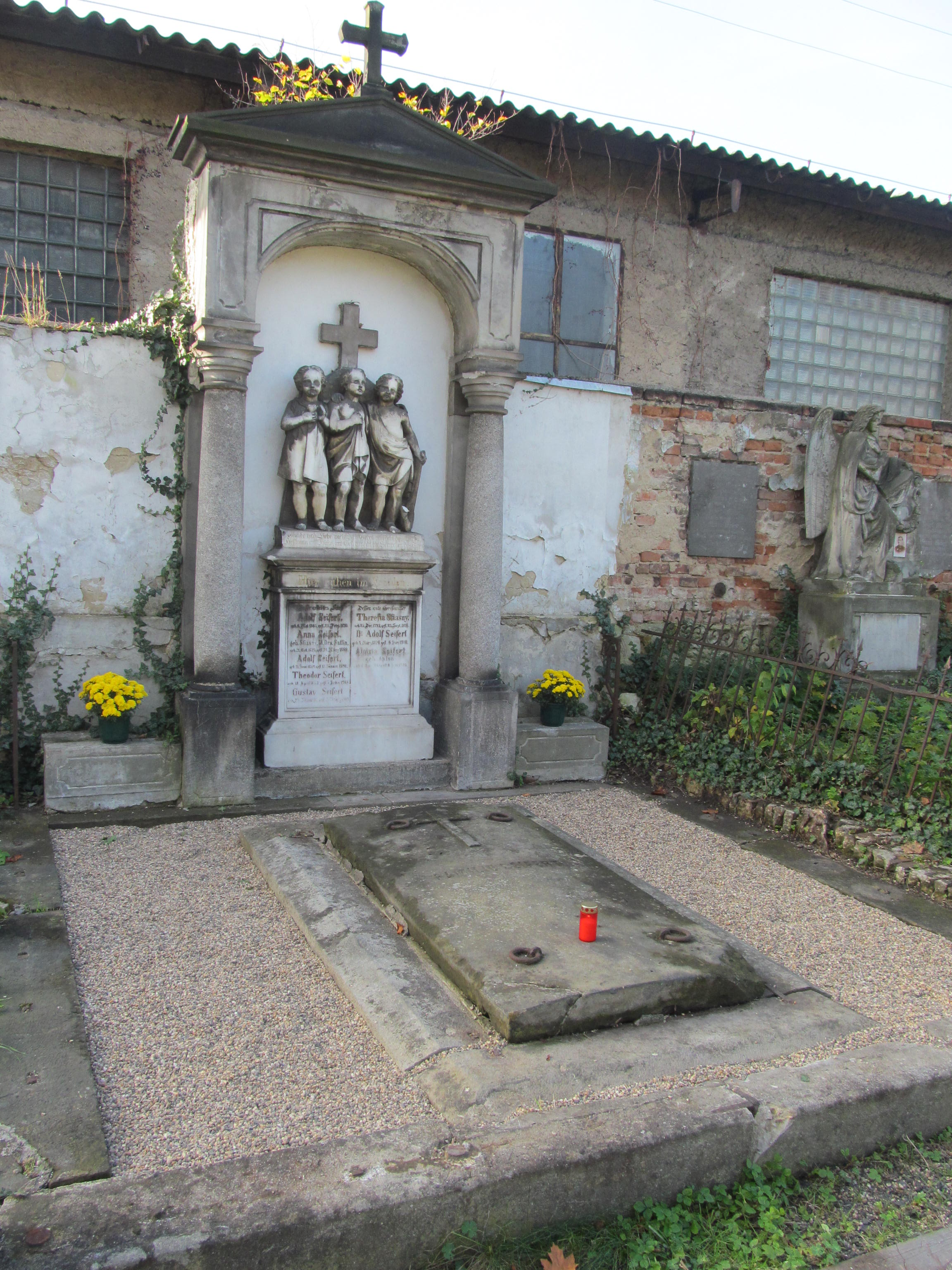
Náhrobek rodiny Seifertů na žateckém hřbitově

 Publikoval jen jeden drobný spisek o chmelařství a dva svazečky básní. V rozmezí následujících 10 let však vydal tři objemné monografie týkající se dějin Žatce a řadu menších publikací. Bezprostřední podnět k dějepisné práci mu dal rukopis do té doby neznámé, česky psané kroniky, kterou mu do ordinace přinesl jeden z jeho pacientů. Seifert uměl dobře česky a text přeložil do němčiny. Dalším předpokladem bylo vydání žateckého listáře se všemi tehdy známými dokumenty k dějinám Žatce do roku 1526, které pořídil Ludwig Schlesinger. Seifert tím získal pramennou základnu, o niž se mohl opírat. Vycházel také z prací středoškolského profesora Wenzela Katzerowského, který v 70. – 90. letech publikoval své studie o dějinách Žatce zejména v časopise Mitteilungen des Vereines für die Geschichte der Deutschen in Böhmen (Zprávy Spolku pro dějiny Němců v Čechách). Kromě toho si Seifert pořizoval výpisky ze žateckého městského archivu, uloženého tehdy na radnici.
První Seifertovou publikací s historickou tematikou byly Dějiny Žatce z roku 1894. Seifert byl autodidakt, chyběly mu metodické základy kritiky pramenů, a to se na tomto vůbec prvním souhrnném zpracování historie Žatce negativně projevilo. Pro nejstarší dějiny je kniha nepoužitelná, poněvadž je založená na informacích z kroniky Václava Hájka z Libočan. Jako základní faktografické vodítko ale mohou sloužit pasáže počínaje 16. stoletím, pro které Seifert čerpal zejména z městských knih. Text, který Seifert napsal do Tutteho vlastivědy v roce 1904, je už kvalitativně na jiné úrovni. Jiné dvě knihy ale jsou pro regionální studium stále nepostradatelné. Jedná se o dějiny žateckého pivovarnictví z roku 1901 a o rok mladší Dějiny Žatce v 19. století. Vzhledem k tomu, že byl Seifert liberál, nejsou v jeho pracích německé nacionální či přímo protičeské tendence příliš markantní. Seifert byl nicméně německý vlastenec, žatecký patriot a hluboce věřící katolík.